# Anaphes flavipes
Anaphes flavipes is een vliesvleugelig insect uit de familie Mymaridae. De wetenschappelijke naam is voor het eerst geldig gepubliceerd in 1841 door Förster.